# Фоменко, Виктор Григорьевич
Виктор Григорьевич Фоменко (1927, Ставрополь  — 2003, там же) — советский театральный актёр, народный артист РСФСР.

## Биография
Виктор Григорьевич Фоменко родился в 1927 году в Ставрополе. Работал молотобойцем, шофёром, строил дороги. Однажды в один из спектаклей для массовки потребовались молодые парни. Он решил попробовать и влюбился в театр. Окончил студию при Ставропольском драматическом театре.
Во время Великой Отечественной войны был членом фронтовой бригады Ставропольского театра с 1944 года.
В 1945—1990 годах играл в Ставропольском театре драмы имени М. Ю. Лермонтова, за 45 лет работы в театре сыграл около 200 ролей.
Был председателем краевого Фонда культуры, занимался педагогической деятельностью.
Умер в 2003 году.

## Награды и премии
- Заслуженный артист РСФСР (12.06.1964).
- Народный артист РСФСР (23.11.1977).
- Почётный гражданин Ставрополя (1996)[1].

## Работы в театре
- «Кремлёвские куранты» Н. Погодина — Забелин
- «Поднятая целина» М. Шолохова — Нагульнов
- «Банкрот» А. Н. Островского — Большов
- «Гнездо глухаря» В. Розова — Судаков